# Allokepon monodi
Allokepon monodi is een pissebed uit de familie Bopyridae. De wetenschappelijke naam van de soort is voor het eerst geldig gepubliceerd in 1967 door Bourdon.